# ブロークン・ベルズ
ブロークン・ベルズ（Broken Bells） は、2009年にナールズ・バークレイのデンジャー・マウスことブライアン・バートン (Brian Burton)と、シンズのフロントマン、ジェイムズ・マーサー (James Mercer)が結成したロック・ユニットである。2010年、アルバム『ブロークン・ベルズ』でデビュー。同作は全米最高7位を記録した。2014年、2作目『After The Disco』を発表。
ジェイムズはシンズとして、ブライアンはシーロー・グリーンとのユニットであるナールズ・バークレイとして、既にそれぞれ来日公演を行っていたが、ブロークン・ベルズとしては2010年のフジロックフェスティバルが初来日公演となった。

## メンバー
- ジェイムズ・マーサー (James Mercer) - リードボーカル、ギター、ベース、キーボード
- ブライアン・バートン (Brian Burton) - キーボード、ベース、ドラム、パーカッション

## ディスコ・グラフィ

### スタジオ・アルバム
- 『ブロークン・ベルズ』 - Broken Bells (2010年)
- After The Disco (2014年)

### EP
- Meyrin Fields (2011年)

### シングル
- "The High Road" (2009年)
- "The Ghost Inside" (2010年)
- "October" (2010年)
- "Vaporize" (2011年)
- "Holding On for Life" (2013年)
- "After the Disco" (2014年)
- "Control" (2014年)
- "It's That Talk Again" (2015年)
- "Shelter" (2018年)
- "Good Luck" (2019年)